# Горений Сухадол
Горений Сухадол (словен. Gorenji Suhadol) — поселення в общині Ново Место, регіон Південно-Східна Словенія, Словенія. Висота над рівнем моря: 349,2 м.